# بی‌نشان (فیلم)
بی‌نشان فیلمی به کارگردانی بهرام محمدی پور و نویسندگی سعید مطلبی محصول سال ۱۳۵۵ است.
فیلم «بی‌نشان» محصول آریانا فیلم است و نمایش نخست آن در تاریخ پنجشنبه ۱۹ فروردین سال ۱۳۵۵ خورشیدی  در سینماهای تهران (آسیا، رکس، شهوند، لیدو، نپتون، ژاله، توسکا، المپیا، پاسارگاد، ناتالی، چرخ فلک و سیلورسیتی (قلهک)) بوده است . این فیلم جایگزین فیلم «ماه عسل» در آن گروه سینمایی بوده است.

## خلاصه داستان
نادر (ایرج قادری) بر اثر توطئهٔ نامزد (مستانه جزایری) و دوستش (کاظم افرندنیا) دچار سانحه می‌شود و گذشتهٔ خود را فراموش می‌کند…

## بازیگران
- ایرج قادری
- سپیده
- مستانه جزایری
- جمشید مهرداد
- کاظم افرندنیا
- ملیحه نصیری